# Gachnang
Gachnang är en ort och kommun i distriktet Frauenfeld i kantonen Thurgau, Schweiz. Kommunen har 4 609 invånare (2023).
Kommunen består av ortsdelarna Gachnang, Islikon, Kefikon, Niederwil och Oberwil.